# Županijska cesta Ž4055
Ž4045, asfaltirana županijska cesta u istočnoj Baranji, u općini Bilje, u smjeru sjever - sjeveroistok - istok, koja spaja županijsku cestu Ž4046 i Tikveški dvorac, dugačka 2,6 km. Cesta se u cijelosti pruža područjem Parka prirode Kopački rit.
Na tu se cestu nastavlja lokalna cesta L44035 prema naselju Tikveš u smjeru jugoistok - jug. Blizu Tikveškog dvorca odvaja se i nerazvrstana cesta prema  Zlatnoj Gredi u smjeru sjever - istok.